# Castillo de Portezuelo
El castillo de Portezuelo o castillo de Marmionda es una fortaleza situada en el término municipal español de Portezuelo, provincia de Cáceres, Extremadura.

## Historia
La construcción del castillo se remonta al siglo XII, al poco de comenzada la invasión de al-Ándalus por los almohades (1147), que terminaron con el imperio almorávide. En 1167 es conquistado por el rey cristiano de León, Fernando II, que lo cede a la Orden del Temple. Casi treinta años después, 1196, es recuperado por los almohades. En 1213 fue definitivamente reconquistado por Alfonso IX de León, quien lo cedió a la Orden de San Julian del Pereiro, después conocida como Orden de Alcántara.
Desde los tiempos visigodos hasta la Edad Media, no hubo para los habitantes del Valle del Alagón mejor elemento defensivo que ese castillo. Era una fortaleza estratégicamente muy bien situada, al sur de Coria y en el camino hacia Cáceres, previo paso por el valle del río Tajo. A lo largo de su historia se sucedieron distintas reformas, siendo la del siglo XVI la última de cierta importancia. Quedó abandonado desde la segunda mitad del siglo XVII.

## Planta y estado de conservación
Es de base cuadrangular, y consta de los siguientes elementos: un par de torreones circulares, la del homenaje en el lado noreste y una segunda torre en el lado noroeste que se reconstruyó y restauró recientemente pero cuya estética rompe la armonía general del conjunto; grandes muros (lienzos) coronados por almenas de remate piramidal; barbacana antepuesta a la muralla; extenso patio de armas; y gran aljibe.
El castillo, que se encuentra bajo la protección de la Declaración genérica del Decreto de 22 de abril de 1949, y la Ley 16/1985 sobre el Patrimonio Histórico Español, tras la remodelación que sufrió el a finales del siglo XX, quedó en estado de ruina consolidada.

## Los nombres del castillo
El nombre real en sus orígenes fue el de Portillo, ya que desde el mismo se controlaba el puerto que daba acceso a la ciudad de Coria. Este nombre fue evolucionando hacia Portichuelo y posteriormente hasta Portezuelo, que es como se le conoce actualmente.
El nombre con el que se conoce popularmente al castillo es el de Marmionda, con base en una leyenda de moros y cristianos. Cuentan los vecinos de Portezuelo que la fortaleza tenía un alcaide moro famoso en toda la zona, no tanto por sus éxitos guerreros sino por su hija, la tal Marmionda. Esta se enamora de un capitán cristiano que guerreaba contra las tropas de su padre. Los enamorados elucubran la manera de pasar la vida juntos. Pero cierto día, durante una batalla, a Marmionda le parece ver desde sus habitaciones, que su amado es muerto a los pies del cerro. Su gran dolor la lleva a arrojarse por los ventanales de su aposento, con tal ímpetu que su cuerpo termina cayendo junto a la roca donde yace su amado caballero. Pero el cristiano no está muerto, solo inconsciente. Cuando recobra el sentido encuentra muerta a sus pies a Marmionda. Ante tan duro destino, el capitán se atraviesa con su propia espada y muere, mezclándose la sangre de ambos en un arroyo carmesí.

## Subida al castillo
Desde su primera edición, a finales de 2007, con periodicidad anual, en las inmediaciones del castillo se disputa una competición atlética conocida como la Subida al Castillo de Portezuelo, organizado por distintas administraciones locales y regionales y establecimientos de la localidad de Portezuelo.